# Kurt Cobain: About a Son
Pour les articles homonymes, voir Cobain.
Pour plus de détails, voir Fiche technique et Distribution.
Kurt Cobain: About a Son est un film documentaire sur la vie de Kurt Cobain, chanteur du groupe de rock grunge Nirvana.

## Synopsis
Kurt Cobain: About a Son est projeté pour la première fois au Festival du film de Toronto en 2006. Dirigé par AJ Schnack et produit par Sidetrack Films. Des interviews audio entre Cobain et le journaliste Michael Azerrad pour le livre Come as You Are: The Story of Nirvana (en), sont enregistrées à Aberdeen, Olympia, et Seattle, où il a grandi. La seule représentation de Cobain, à la fin du film, sont les photos de Charles Peterson.

## Fiche technique
- Titre : Kurt Cobain About a Son
- Réalisation : AJ Schnack
- Musique : Steve Fisk et Benjamin Gibbard
- Photographie : Wyatt Troll
- Montage : AJ Schnack
- Production : Chris Green, Noah Khoshbin et Shirley Moyers
- Société de production : Bonfire Films of America et Sidetrack Films
- Société de distribution : E.D. Distribution (France) et Balcony Releasing (États-Unis)
- Pays :  États-Unis
- Genre : Documentaire
- Durée : 96 minutes
- Dates de sortie : 
  -  Canada : 10 septembre 2006 (festival international du film de Toronto)
  -  États-Unis : 3 octobre 2007
  -  France : 26 novembre 2008

## Accueil
Le film a reçu un accueil favorable de la critique. Il obtient un score moyen de 69 % sur Metacritic.